# Хуперс Крик (Северна Каролина)
Хуперс Крик (енгл. Hoopers Creek) насељено је место без административног статуса у америчкој савезној држави Северна Каролина.

## Демографија
По попису из 2010. године број становника је 1.056.
| Група             | 2000.    | 2010.         |
| Белци             | 0 (0,0%) | 1.004 (95,1%) |
| Афроамериканци    | 0 (0,0%) | 5 (0,5%)      |
| Азијати           | 0 (0,0%) | 3 (0,3%)      |
| Хиспаноамериканци | 0 (0,0%) | 22 (2,1%)     |
| Укупно            | 0        | 1.056         |